# Stylidium macranthum
Stylidium macranthum är en tvåhjärtbladig växtart som beskrevs av Carlq. Stylidium macranthum ingår i släktet Stylidium och familjen Stylidiaceae. Inga underarter finns listade i Catalogue of Life.